# Exoprosopa tripartita
Exoprosopa tripartita är en tvåvingeart som beskrevs av Hesse 1956. Exoprosopa tripartita ingår i släktet Exoprosopa och familjen svävflugor. Inga underarter finns listade i Catalogue of Life.